# Distretto di Sanyuan
Il distretto di Sanyuan (三元区S, SānyuánP) è un distretto della Cina, situato nella provincia del Fujian.